# 五方鬼帝
五方鬼帝是中国本土宗教道教中负责管理陰間鬼魂的神祇，见载于《元始上真众仙记》（一名《葛洪枕中书》）。
《元始上真众仙记》记载，五方鬼帝分为东、南、西、北、中五个方位。
- 东方鬼帝蔡郁垒，治所在桃丘山。
- 南方鬼帝杜子仁，治所在罗浮山。
- 西方鬼帝赵文和、王真人，治所在嶓冢山。
- 北方鬼帝张衡、杨云，治所在罗酆山。
- 中央鬼帝周乞、嵇康，治所在抱犊山。